# Ronde van Lombardije 1919
De Ronde van Lombardije 1919 was de 15e editie van deze eendaagse Italiaanse wielerwedstrijd, en werd verreden op zondag 2 november 1919. Het parcours leidde van Milaan naar Milaan en ging over een afstand van 256 kilometer. De wedstrijd werd gewonnen door de Italiaan Costante Girardengo na een solo van 170 kilometer.

## Uitslag
| Ronde van Lombardije 1919 |                     |                 |          |
| Plaats                    | Naam                | Ploeg           | Tijd     |
| Winnaar                   | Costante Girardengo | Stucchi-Dunlop  | 9u42'01" |
| 2                         | Gaetano Belloni     | Bianchi-Pirelli | +8min    |
| 3                         | Heiri Suter         |                 | +23min   |
| 4                         | Ugo Agostoni        | Bianchi-Pirelli | +35min   |
| 5                         | Max Suter           |                 | +49min   |
| 6                         | Giovanni Rincon     |                 | +1u23    |
| 7                         | Domenico Schierano  | Peugeot         | +1u41    |
| 8                         | Antonio De Michiel  |                 | +3u32    |

1905 · 1906 · 1907 · 1908 · 1909 · 1910 · 1911 · 1912 · 1913 · 1914 · 1915 · 1916 · 1917 · 1918 · 1919 · 1920 · 1921 · 1922 · 1923 · 1924 · 1925 · 1926 · 1927 · 1928 · 1929 · 1930 · 1931 · 1932 · 1933 · 1934 · 1935 · 1936 · 1937 · 1938 · 1939 · 1940 · 1941 · 1942 · 1943 · 1944 · 1945 · 1946 · 1947 · 1948 · 1949 · 1950 · 1951 · 1952 · 1953 · 1954 · 1955 · 1956 · 1957 · 1958 · 1959 · 1960 · 1961 · 1962 · 1963 · 1964 · 1965 · 1966 · 1967 · 1968 · 1969 · 1970 · 1971 · 1972 · 1973 · 1974 · 1975 · 1976 · 1977 · 1978 · 1979 · 1980 · 1981 · 1982 · 1983 · 1984 · 1985 · 1986 · 1987 · 1988 · 1989 · 1990 · 1991 · 1992 · 1993 · 1994 · 1995 · 1996 · 1997 · 1998 · 1999 · 2000 · 2001 · 2002 · 2003 · 2004 · 2005 · 2006 · 2007 · 2008 · 2009 · 2010 · 2011 · 2012 · 2013 · 2014 · 2015 · 2016 · 2017 · 2018 · 2019 · 2020 · 2021 · 2022 · 2023 · 2024 · 2025